# Къшлар
Къшлар или Къслар (на гръцки: Αχλαδοχώρι, Ахладохори, катаревуса Αχλαδοχώριον, Ахладохорион, до 1926 година Κιοσαλάρ, Κισσαλάρ, Кьосалар, до 1955 година Μανδαραί, Мандаре) е село в Егейска Македония, дем Пела на административна област Централна Македония.

## География
Селото е разположено на 60 m надморска височина в Солунското поле в подножието на планината Паяк на 13 km северозападно от град Енидже Вардар (Яница).

## История

### В Османската империя
В началото на XX век Къшлар е село в Ениджевардарска каза на Османската империя. Към 1900 година според статистиката на Васил Кънчов („Македония. Етнография и статистика“) Къшларъ (Късаларъ) брои 60 жители българи и 450 турци.
Според Христо Силянов след Илинденското въстание в 1904 година цялото село (Кошари) минава под върховенството на Българската екзархия.

### В Гърция
През Балканската война в 1912 година селото е окупирано от гръцки части и остава в Гърция след Междусъюзническата война в 1913 година. 
Боривое Милоевич пише в 1921 година („Южна Македония“), че Касаларе има 100 къщи турци.
Турското му население се изселва в Турция, а българското по околните села и на негово място са настанени гърци бежанци от галиполските села Вайро (Баиркьой) и Пергаз (Дегирмендюзю). Заселени са и десетина влашки семейства от паяшките села Голема и Мала Ливада. Според преброяването от 1928 година селото е чисто бежанско със 136 бежански семейства с 596 души. Църквата в селото е посветена на Свети Модест.
Тъй като селото е полупланинско произвежда малко жито, тютюн, сусам детелина, като частично е развито и скотовъдството.
| Име      | Име       | Ново име   | Ново име   | Описание                                       |
| -------- | --------- | ---------- | ---------- | ---------------------------------------------- |
| Цакилия  | Τσακίλια  | Цакалия    | Τσακάλια   | местност на Ю от Къшлар и на С от Ново Въдрища |
| Баири    | Μπαΐρια   | Херсотопос | Χερσότοπος | местност в подножието на Паяк на С от Къшлар   |
| Качихисе | Κατσιχισέ | Ексорисото | Εξόριστο   | местност в подножието на Паяк на СИ от Къшлар  |
| Марай    | Μαράι     | Скалистри  | Σκαλιστήρι | местност в подножието на Паяк на С от Къшлар   |
| Читал    | Τσιτάλ    | Стена      | Στενά      | местност в подножието на Паяк на С от Къшлар   |

| Година    | 1913 | 1920 | 1928 | 1940 | 1951 | 1961 | 1971 | 1981 | 1991 | 2001 | 2011 | 2021 |
| --------- | ---- | ---- | ---- | ---- | ---- | ---- | ---- | ---- | ---- | ---- | ---- | ---- |
| Население | 511  | 526  | 522  | 655  | 564  | 645  | 491  | 506  | 501  | 417  | 404  | 337  |